# Locomotiva FS 640
Le locomotive del gruppo 640 sono locomotive a vapore con tender, delle Ferrovie dello Stato, per treni viaggiatori a 3 assi motori accoppiati e asse portante anteriore.

## Storia
Il progetto della locomotiva del gruppo 640 affonda le sue radici nell'ottimo progetto precedente del gruppo 600 elaborato dall'Ufficio Studi di Firenze della Rete Adriatica. In seguito alla costituzione delle Ferrovie dello Stato si manifestò infatti l'esigenza di rinnovamento del parco di locomotive destinate alla trazione dei treni viaggiatori veloci. Tra le locomotive ereditate dalle precedenti amministrazioni private erano poche quelle adatte a tale scopo, cioè con ruote grandi e di buone prestazioni; si trattava delle gr.670 ex RA, delle gr.660 ex RM e delle buone ma ormai insufficienti, perché a 2 soli assi motori accoppiati, 552. Le FS esperirono quindi, nel 1906 un ordinativo per la costruzione di 49 gr.630, a vapore saturo e a semplice espansione, il cui progetto era stato elaborato sulla falsariga di quello della gr.600 riprendendone il valido schema meccanico di base. Un ulteriore ordine per 24 unità ebbe una controproposta da parte della fabbrica Schwartzkopff di Berlino per l'applicazione del surriscaldatore Schmidt trasformando la macchina in una a vapore surriscaldato, sempre a semplice espansione e a 2 cilindri interni, ma abbassando la pressione in caldaia a 12 bar (in luogo dei 16 bar della versione a vapore saturo) il che prometteva una consistente economia nell'uso e nella manutenzione.
Le consegne iniziate nel 1907 si conclusero nel 1911 raggiungendo la ragguardevole quantità di 169 unità. Tra 1907 e 1909 vennero consegnate 48 locomotive dalla Schwartzkopff. Tra il 1909 e il 1911 vennero costruite e consegnate 103 locomotive dalla Breda di Milano mentre le ultime 18 macchine, da 64.152 a 64.169, vennero costruite a Saronno dalle Costruzioni Meccaniche CEMSA e consegnate nel 1911. Alle macchine era stato previsto di attribuire il numero di gruppo 580 FS. Tuttavia le prime 24 unità Schwartzkopff entrate in servizio ebbero assegnato il numero di gruppo 640 e i numeri progressivi da 1 a 24. Esse furono assegnate a Torino e a Venezia, 12 unità per ciascun deposito locomotive.
Le nuove macchine vennero giudicate soddisfacenti dai tecnici delle FS e sotto certi aspetti anche superiori nei servizi veloci con poche fermate e lunga percorrenza. Il successo del gruppo orientò definitivamente la scelta delle FS in favore della semplice espansione e del vapore surriscaldato con pressione di esercizio della caldaia di 12 bar nei successivi progetti di locomotive.
All'inizio degli anni trenta le Ferrovie dello Stato trasformarono quindici locomotive gr.630 in altrettante gr.640; queste mantennero il proprio numero progressivo di origine aumentato di 300 e costituirono il sottogruppo 640 con numeri saltuari compresi tra 305 e 379. In ragione di tale modifica il quantitativo complessivo di 640 salì a 184 unità. Le loro caratteristiche tuttavia erano differenti sia nella caldaia che nella distribuzione a valvole di tipo Caprotti.
Un ulteriore aumento del numero di unità si ebbe ancora nel 1951 quando 4 locomotive di tipo similare appartenenti alla Strade Ferrate di Biella vennero incorporate nel parco FS.
Nel 1953 la 640.074 fu oggetto di un esperimento, andato male, di trasformazione dell'alimentazione da carbone a metano. Dagli anni sessanta iniziarono gli accantonamenti e le demolizioni; iniziarono per prime le ultime aggiunte, serie 300, con la distribuzione Caprotti data la loro maggiore onerosità di manutenzione.
Le 640 sono state assegnate, nel corso degli anni, a vari depositi locomotive dell'Italia centro-settentrionale e centro-meridionale (ma non più a sud di Salerno). I depositi che le hanno mantenute fino a tempi recenti sono stati quelli di Novara, Alessandria, Torino, Cremona, Verona, Rimini, Lecco, Foligno, Arona, Mestre (in ordine di quantità al 31 dicembre 1950).

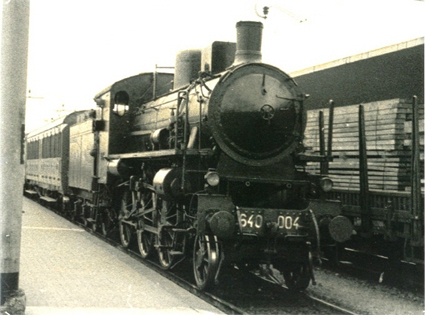
Locomotiva 640.004

## Caratteristiche
Le locomotive sono la versione a vapore surriscaldato e a semplice espansione del precedente gruppo 630, con cui condividono gran parte delle caratteristiche, tra cui il motore a due cilindri interni, le dimensioni e il tender a tre assi.
La caldaia è dello stesso tipo della locomotiva 625 a 12 bar di pressione, produce lo stesso quantitativo di vapore e sviluppa la stessa potenza di 800 CV; tuttavia, in virtù delle ruote motrici di maggiore diametro – 1850 mm contro 1.510 mm –, raggiunge la velocità di 100 km/h. La produzione oraria di vapore asciutto è quindi pari a 6.500 kg.

Il forno, la griglia e la superfici di riscaldamento e surriscaldamento sono anch'essi uguali a quelle della 625.

I cilindri motori hanno il diametro di 540 mm e la corsa di 700 mm.

La distribuzione del vapore ai cilindri è del tipo a stantuffo con leveraggio di comando sistema Walschaerts. La macchina sviluppa uno sforzo di trazione massimo di 10.000 kg e allo spunto, in condizioni normali di aderenza, pari a 6.290 kg; in marcia a 75 km/h lo sforzo di trazione sviluppabile in continuità è di 2.880 kg.
La massa complessiva in assetto di servizio della locomotiva è di 54,5 t, di cui 44 t di peso aderente. Il tender della massa di 35,3 t è in grado di trasportare 15 m³ di acqua e 6 t di carbone.
La locomotiva è fornita di freno ad aria compressa automatico e moderabile e di riscaldamento a vapore delle carrozze trainate.

## Locomotive conservate
Dopo la dismissione dal servizio attivo diverse locomotive sono state conservate a scopo museale o restaurate per uso treni storici; qui di seguito un elenco parziale:
- Locomotiva 640.003 - in servizio. Assegnata al DORS Pistoia e prevalentemente usata alla testa di treni storici in Toscana. Occasionalmente espleta servizio anche in altre regioni dell'Italia Settentrionale. Costruita nel 1907, è attualmente la più antica locomotiva a vapore tutt'ora in servizio in Italia.
- Locomotiva 640.004 conservata presso Museo Nazionale dei Trasporti, in attesa di restauro.
- Locomotiva 640.008 non atta, esposta presso il museo Feralp di Bussoleno.
- Locomotiva 640.019 non atta e monumentata.  E' esposta al Museo di Piana delle Orme (Latina) facente parte di un diorama in scala 1:1.
- Locomotiva 640.021 esposta come monumento davanti al vecchio portale ferroviario della galleria del Frejus a Modane (Francia)
- Locomotiva 640.064 non atta, esposta all'interno del Museo ferroviario di Trieste Campo Marzio (Trieste)
- Locomotiva 640.071 non atta, esposta presso le officine di Torino Stazione di Torino Porta Milano, Museo Ferroviario Piemontese
- Locomotiva 640.088 attualmente conservata al Museo nazionale ferroviario di Pietrarsa.
- Locomotiva 640.091 non atta. Assegnata al DL Arezzo. Proprietà Nettunia Sud Srl, immatricolata LFI.
- Locomotiva 640.095 non atta. Assegnata al DL Arezzo. Proprietà Nettunia Sud Srl, immatricolata LFI.
- Locomotiva 640.115 conservata, in esposizione all'aperto presso il ristorante Il Casolare a Castelminio TV (coodinate 45.63674097926788, 12.003302982419395).
- Locomotiva 640.121 - in servizio.
- Locomotiva 640.122 in corso di Grande Riparazione presso le officine di Torino P. M. proprietà Museo Ferroviario Piemontese
- Locomotiva 640.143 - in servizio. Assegnata al DL di Torino Smistamento, è in servizio, utilizzata per treni storici in Piemonte.
- Locomotiva 640.148 - non atta. Precedentemente in servizio ed assegnata al DRS Pistoia (successivamente DORS Pistoia) è scaduta di revisione e la caldaia è stata giudicata non ripristinabile. Rimossa dal servizio, è stata definitivamente monumentata presso la ex Squadra Rialzo di Milano Centrale a partire dal 18 ottobre 2018.

### Fonti a stampa
- Ferrovie dello Stato. Direzione generale. Servizio Trazione, Album dei tipi delle locomotive ed automotrici, I, Firenze, Ferrovie dello Stato, 1915.. Tavv. rist. anast.: Colleferro, Editrice di storia dei trasporti, 1979; Ponte San Nicolò, Duegi, 2005.
- Ferrovie dello Stato. Divisione autonoma Relazioni Aziendali, Museo Nazionale Ferroviario di Napoli Pietrarsa. Riuso musealistico delle antiche officine borboniche, Roma, Ferrovie dello Stato, 1982.
- Ministero delle Comunicazioni. Ferrovie dello Stato. Scuole Aiuto macchinisti, Nozioni di cultura professionale, vol. 2, parte 1, La locomotiva a vapore, Firenze, Soc. an. stab. tipografico già G. Civelli, 1940.
- Pietro Accomazzi, Nozioni elementari sulla locomotiva delle strade ferrate, 7ª ed. riveduta ed ampliata sulle precedenti dall'ing. Ercole Garneri delle Ferrovie dello Stato, Torino-Genova, Lattes, 1923. Rist. anast.: Parma, Albertelli, 1986.
- Guido Corbellini, Il cinquantenario delle Ferrovie dello Stato, in 1905-1955. Il Cinquantenario delle Ferrovie dello Stato, in Ingegneria Ferroviaria, 9 (1955), n. 5-6, pp. 333-528, ISSN 0020-0956. Ristampe in volume: Roma, Collegio Ingegneri Ferroviari Italiani, 1955; Roma, Collegio Ingegneri Ferroviari Italiani-Ponte San Nicolò, Duegi, 2005, ISBN 88-900979-0-6.
- Manlio Diegoli, La trazione a vapore, Ingegneria Ferroviaria, 16 (1961), n. 7-8, pp. 671-680. ISSN 0020-0956.
- Giuseppe Vicuna, Organizzazione e tecnica ferroviaria, Roma, Collegio Ingegneri Ferroviari Italiani, 1968.

### Storiografia e complementi
- Neri Baldi, Pietrarsa ricomincia da tre, in I treni, 29 (2008), n. 301, pp. 24-28.
- Italo Briano, Storia delle ferrovie in Italia, Milano, Cavallotti, 1977, volume 1. Le vicende.
- Italo Briano, Storia delle ferrovie in Italia, Milano, Cavallotti, 1977, volume 2.: La tecnica 1.
- Fabio Cherubini, I carri serbatoio ex tender, in I treni, 27 (2006), n. 278, pp. 16-23.
- Giovanni Cornolò, Locomotive a vapore FS, 2. ed., Parma, Ermanno Albertelli, 1998, ISBN 88-85909-91-4.
- Valter Guadagno, Il Museo di Pietrarsa e i musei viventi, in La tecnica professionale, n.s. 16 (2009), n. 9, pp. 53-63.
- Peter Michael Kalla-Bishop, Italian State Railways steam locomotives, Abingdom, R. Tourret, 1986. ISBN 0-905878-03-5.
- Erminio Mascherpa, Così nacquero le 640, in I treni oggi, vol. 11, n. 125, 1992.
- Angelo Nascimbene, Aldo Riccardi, FS anni '50. Prima parte: Trazione a vapore e Diesel, in Tutto treno tema, (1995), n. 7, pp. 28-49, 97. ISSN 1124-4232.
- Angelo Nascimbene, Aldo Riccardi, con la collaborazione di Federico Rigobello e Pierluigi Scoizzato, 1905-2005. Cento anni di locomotive a vapore delle Ferrovie dello Stato, in Tutto treno tema, (2005), n. 20, pp. 53-56, 59. ISSN 1124-4232.
- Fausto Numanni, 640... ricordi di fuochista, in I Treni Oggi, 11 (1992), n. 125, pp. 25-31.
- Aldo Riccardi, 640 003. Cento anni di "signorine", in Tutto treno, 20 (2007), n. 213, pp. 26-32.
- Alberto Scattone, Pietrarsa. Le locomotive esposte, in Voci della rotaia, 25 (1982), n. 6, pp. 20, 33-37.
- Gian Guido Turchi, Pietrarsa: nasce il Museo Ferroviario Nazionale, in I treni oggi, 3 (1982), n. 21, pp. 29-34.
- Zeta-Zeta, L'album delle locomotive (PDF), in HO Rivarossi, n. 38, giugno 1960,  pp. 20-21.